# Rosa luciae
El rosal de Wichura (Rosa luciae) es una especie de rosa clasificada en la Rosa sect. Synstylae, originaria de Asia oriental : China (Fujian, Guangdong, Guangxi, Zhejiang) Taiwán, Japón (islas Ryukyu), Corea, Filipinas. Está nombrado por el botánico alemán Max Ernst Wichura (1817–1866), con el sufijo -iana.
Forma matorrales en las regiones costeras, acantilados sobre suelos calcáreos, en alturas de hasta 500 m s. n. m.
Existen varias variedades :
- Rosa luciae var. luciae, con flores blancas,
- Rosa luciae var. rosea H. L. Li, con flores rosas.
- Rosa wichuraiana Crép. o Rosa luciae  var.æ wichuraiana. El botánico japonés Hideaki Ohba invalidó en 2000, la denominación de Rosa wichuraiana en beneficio de Rosa luciae.[2]

## Descripción
Se trata de un arbusto trepador o rampante de 3 a 6 metros de altura. La tallos rastreros están articulados con nodos.
Las hojas, largas de 5 a 10 cm, glabras brillantes, generalmente de cinco a siete foliolos, nueve más raramente. 
Las flores, son simples con cinco pétalos, de color blanco o rosado, con prominentes estambres amarillos, fragantes, de 1,5 a 3 cm de diámetro, solitarias o agrupadas en corimbos. La floración se produce desde finales de primavera hasta mediados del verano. 
Los frutos son globulares, rojo negruzco de 6 a 18 mm de diámetro.

### Rosa luciaevar.luciae

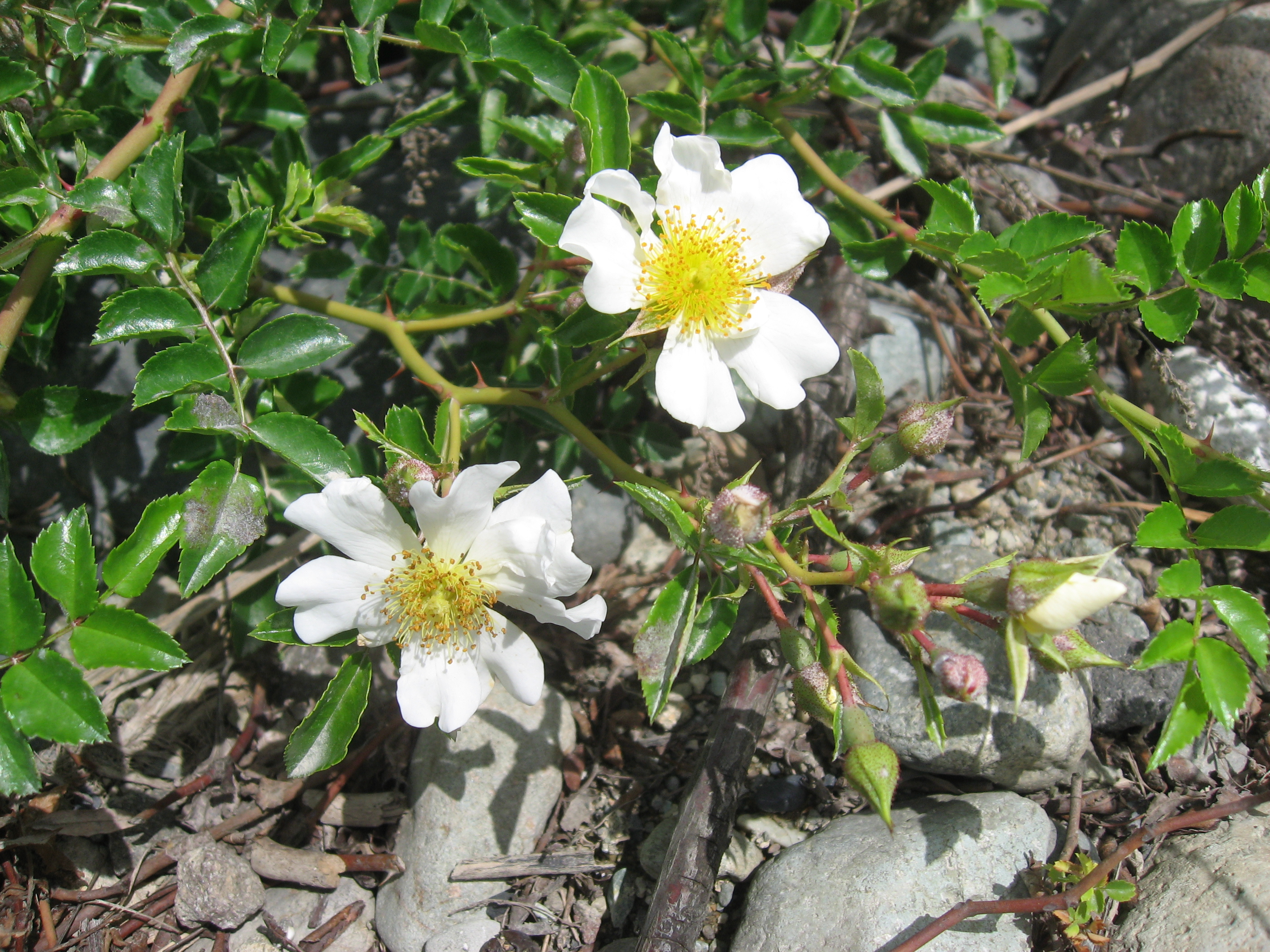
Fukushima pref., Japón
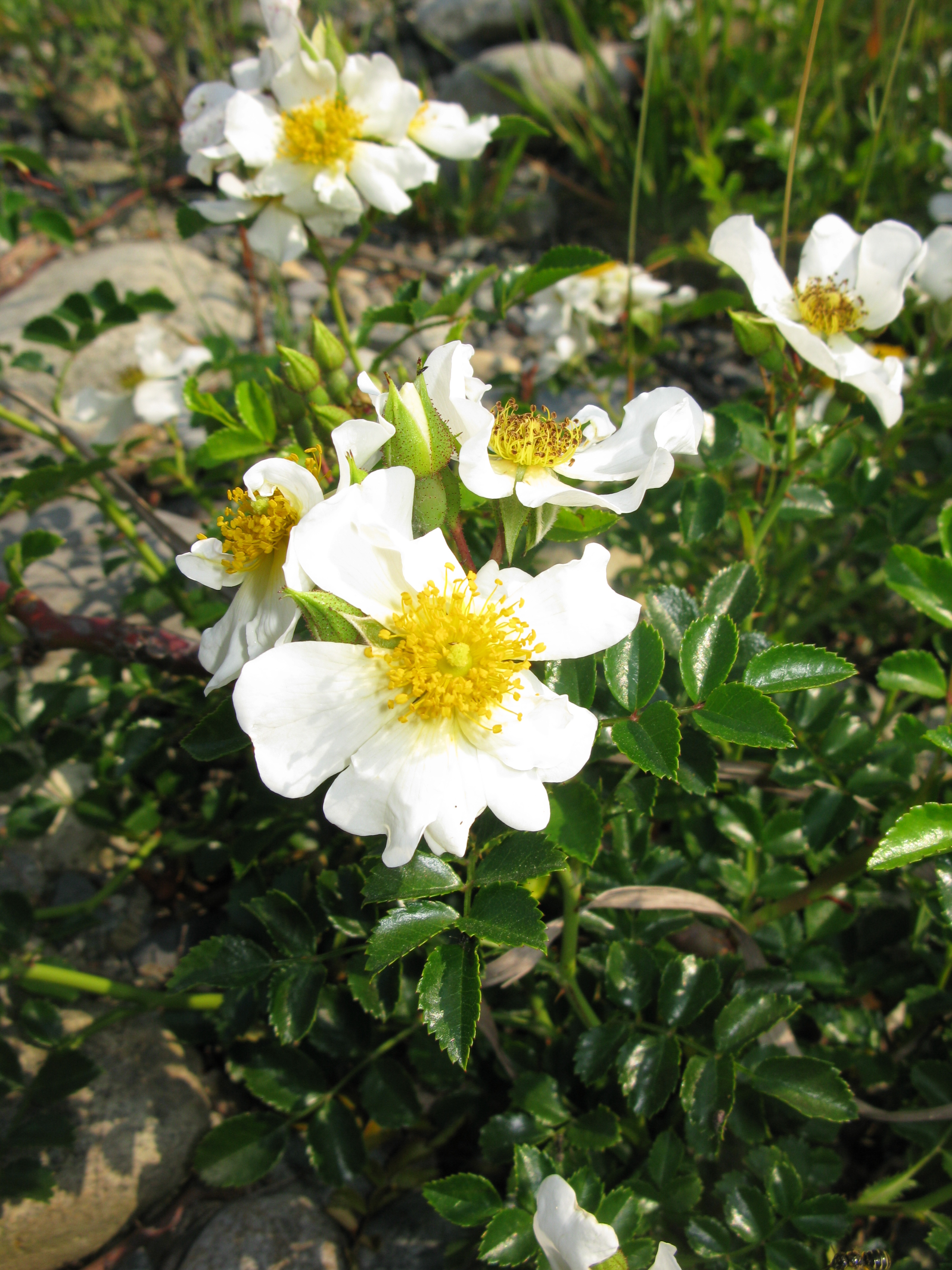
Fukushima pref., Japón
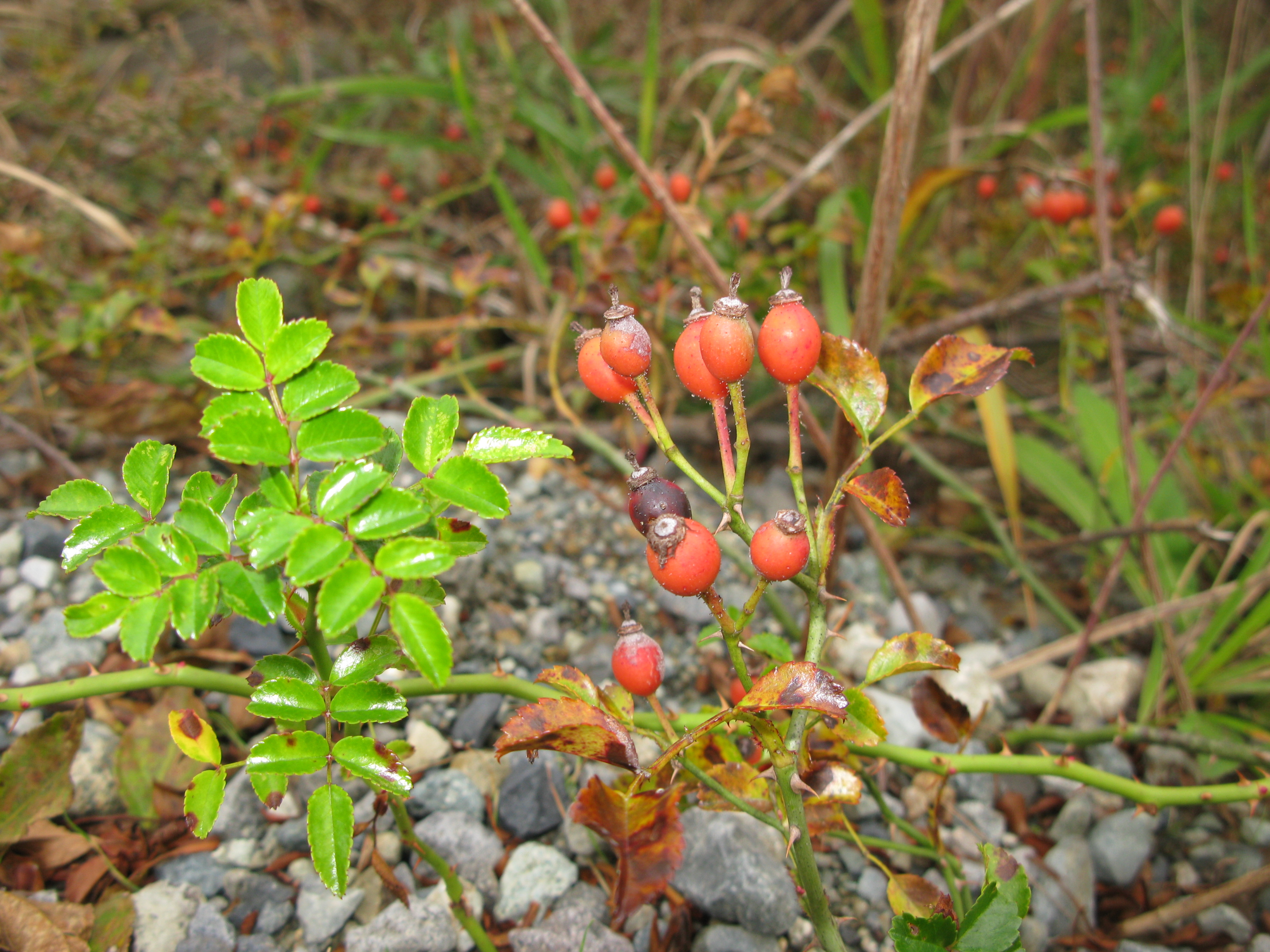
Fukushima pref., Japón

### Rosa luciaevar.fujisanensisMakino
(syn: R. fujisanensis (Makino) Makino)

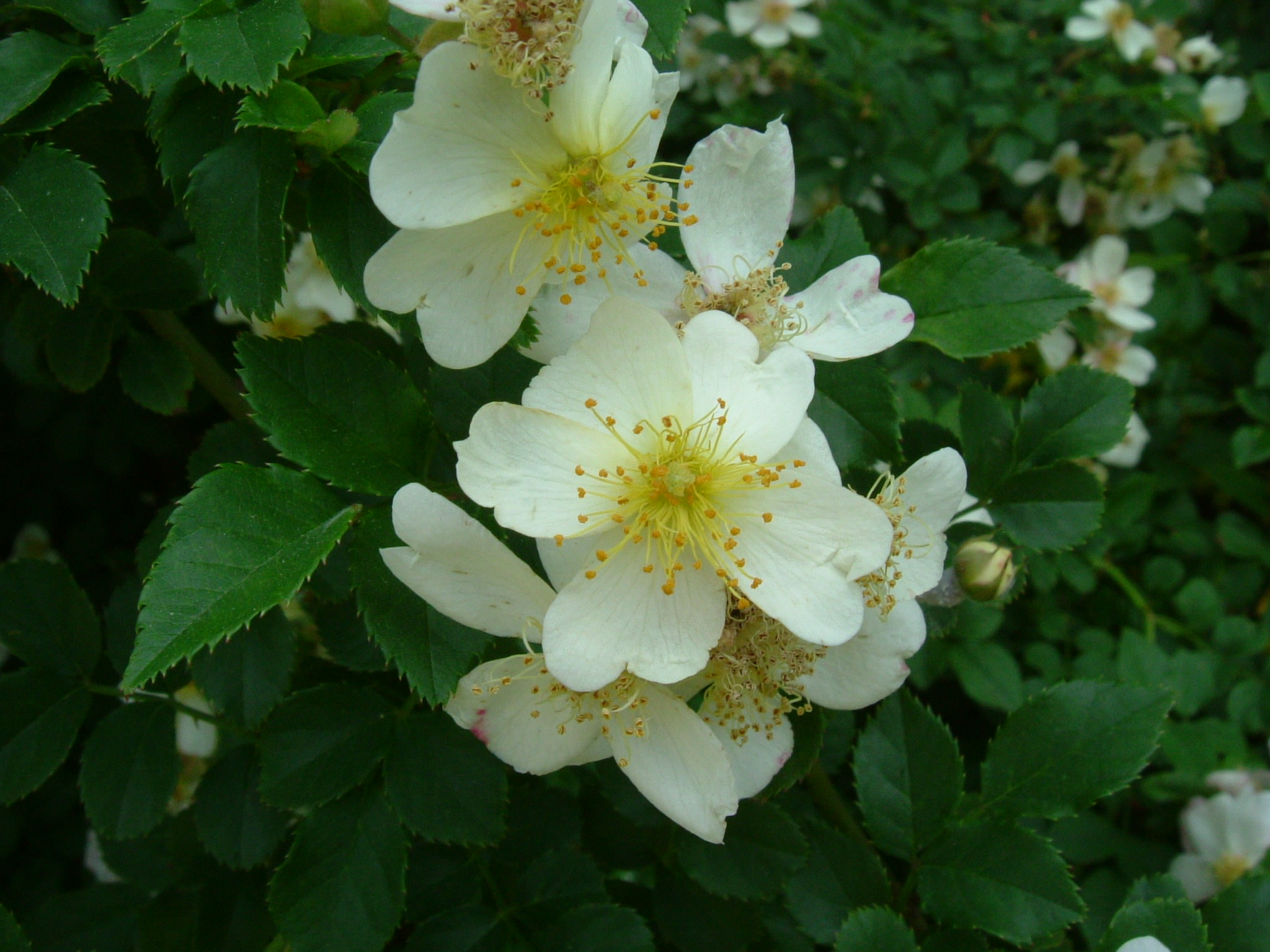
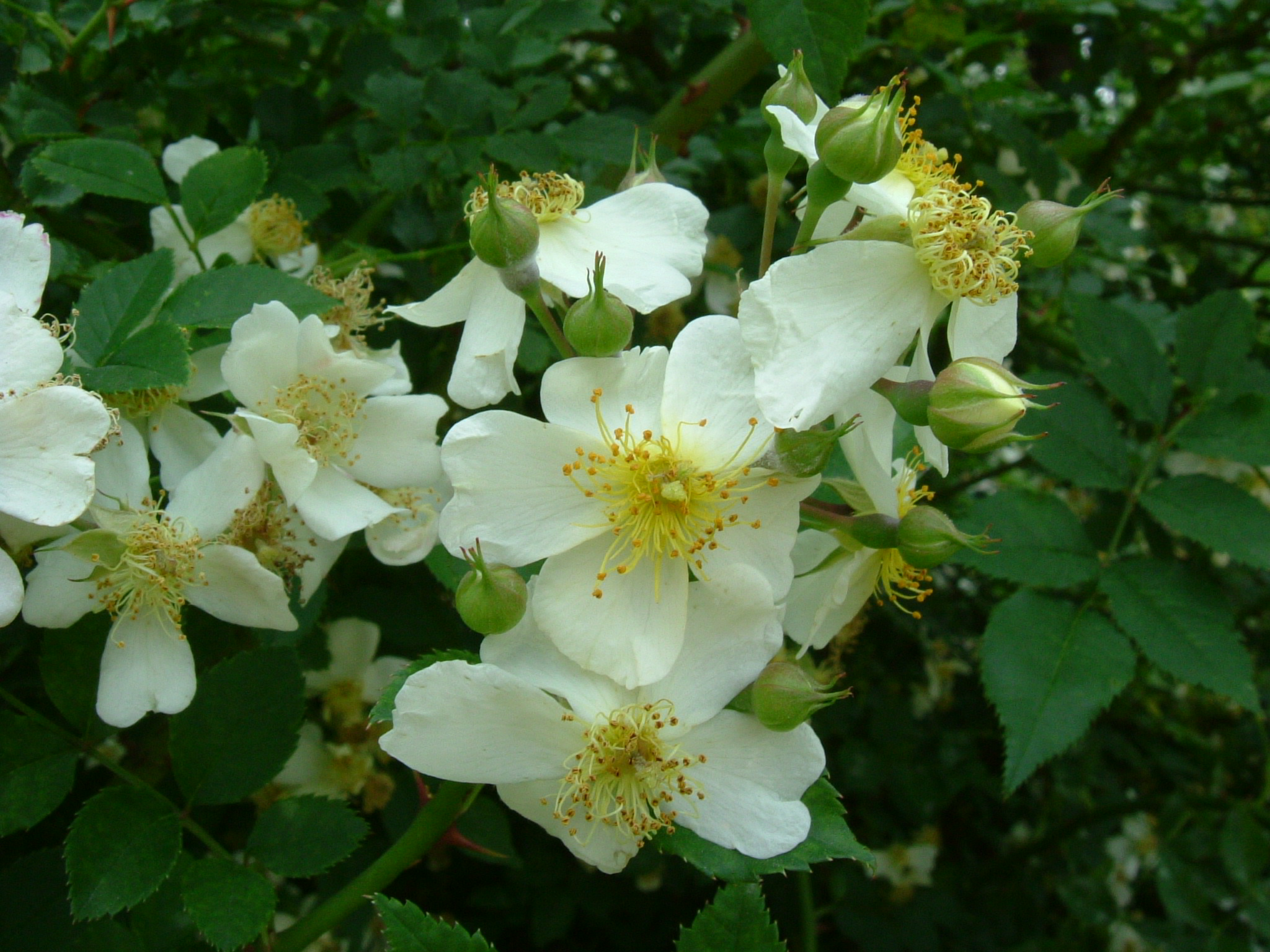

### Rosa luciaevar.onoei(Makino) Momiy. ex Ohwi
(syn: R. onoei Makino)

## Cultivo y uso
Rosa luciae se cultiva como planta ornamental en los jardines donde es muy apreciada como cubre suelos sobre los taludes, o como trepador sobre grandes árboles.
Es el parental de todas la rosas trepadoras de hojas brillantes actuales.

## Híbridos deRosa wichuraianay deRosa luciae
- híbridos de Rosa wichuraiana[4]

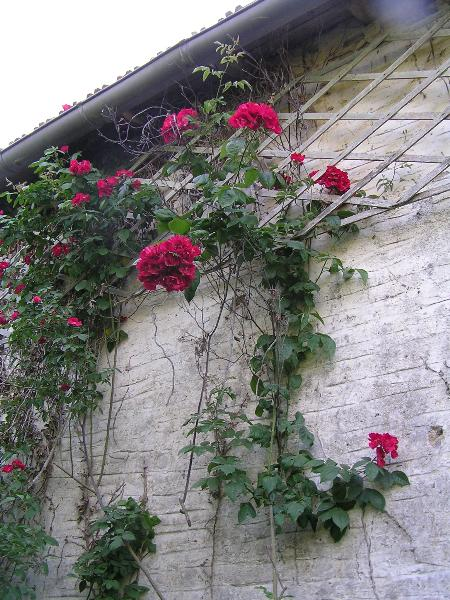
'American Pillar'.

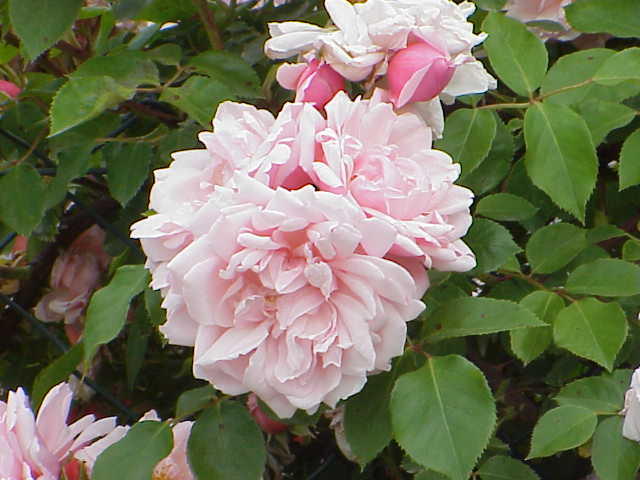
'Albertine'.

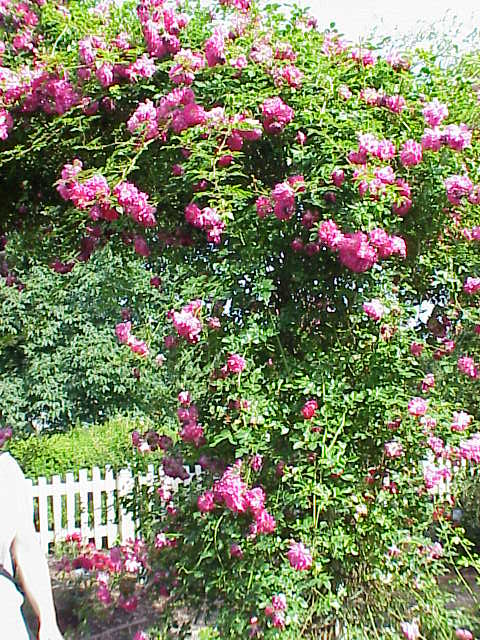
'Alexandre Girault'.

  - 'American Pillar' escalada muy vigorosa ramos de flores rojas simples de mayo a julio de híbrido obtenido por Van Fleet en 1902 (Rosa wichuraiana × Rosa setigera) : híbrido de flores rojas simples.
  - 'Débutante' rosal de escalada con flores dobles, estriado, resistente a las enfermedades, obtenidos por Walsh en 1902 (Rosa wichuraiana × 'Baronne Rotschild')
  - 'Dr W.van Fleet', que desciende de 'New Dawn' que presenta remontancia.
  - Evangeline' grandes flores blancas moteadas de color rosa.
  - 'Lady Gay', 'Lady Godiva', 'Albertine' Maravillas de le Brie algo olvidadas.
  - 'Dorothy Perkins','White Dorothy Perkins' y 'Excelsa' ( 'Dorothy Perkins'rouge) muy susceptibles a la enfermedad por lo cual apenas se cultivan.
- híbridos de Rosa luciae( los más conocidos)[5]
  - 'Albéric Barbier' de color blanco a marfil flores muy dobles en la zona de botones de color amarillo.
  - 'Albertine' semi doble flores de color rosa salmón, que le gusta la sombra parcial.
  - 'Henri Barruet', 'René André', 'Léontine Gervais' de colores que van del amarillo al cobre, también obtenido por Barbier, así como por Alexandre Girault.
  - 'Paul Noël', rosal de ramas péndulas de color rosa y perfumado obtenido por Tanne en 1913
- híbridos de Rosa wichuraiana o de Rosa luciae obtenidos en los Estados Unidos por Manda[6]
  - 'Gardenia' vigorosos, brillante follaje, flores muy dobles con color crema blanco.
  - 'May Queen' escalador de abundante floración flores dobles en cuartos, rosas de color lila.